# Pierre Guillaume Pouchin de La Roche
Pour les articles homonymes, voir Pouchin.
Pierre Guillaume Pouchin baron Pouchin de la Roche et de l'Empire, né le 31 janvier 1767 à Géfosses (Calvados), mort le 5 avril 1825 à Paris, est un général français de la Révolution et de l’Empire.

## Famille
Né le 31 janvier 1767 à Géfosses dans le Calvados, il est le fils de Pierre de Pouchin, et de Marie Lemière. Il épouse Marie-Agnès-Walburge d'Eschenbrender de Breitbach dont deux fils : 
- Pierre-Guillaume-Joseph-Arnold baron Pouchin de la Roche (appelé le comte de la Roche-Pouchin), colonel d'État-major et chambellan du duc de Lucques (1832), marié à N dont deux enfants : Pierre-Guillaume-Achille et Agnès (chanoinesse)[1].
- Pierre-Ferdinand-Achille Pouchin (1805-1883) (appelé le comte de la Roche-Pouchin), maréchal de camps, aide de camp et chambellan du duc de Lucques, marié en 1839 à Marie Suzanne Cécile princesse Csartoriska dont deux enfants : Constantin-Achille-Marie (1830-1890) chef d'escadron de cavalerie, marié en 1881 à Marie-Célinie Martin et Fernandine[1].

## États de service
Il entre en service le 17 octobre 1791, comme volontaire dans le 1er bataillon du Calvados, et le 7 septembre 1792, il rejoint le 4e bataillon de la Manche en qualité de lieutenant. Il est nommé capitaine le 10 septembre 1792, à l’armée du Centre, et en 1793, il est affecté à l’armée de Rhin-et-Moselle.
Le 21 novembre 1793, il devient adjoint à l’adjudant général Grenier à l’armée de Sambre-et-Meuse, et il se signale le 8 décembre 1793, alors qu’il commande l’avant-garde du général Grangeret, près de Niedersteinbach, il enlève, à la tête de 6 compagnies du 1er bataillon de la Creuse, une redoute défendue par 1 200 prussiens. Il est nommé chef de brigade le 19 juin 1794, à la 132e demi brigade de bataille, et il se fait remarquer le 26 juin 1794, à la bataille de Fleurus, en ramenant à la charge la gauche de la division Championnet, qui était en pleine déroute. Occupant les fonctions de général de brigade du 16 septembre 1795 au 19 février 1796, il reçoit le 20 février 1796, le commandement de la 26e demi-brigade d’infanterie, avec laquelle il charge un bataillon autrichien le 29 mai 1796, et lui fait 250 prisonniers.
Le 26 juin 1796, il passe le Rhin à Bingen, en présence de l’ennemi, avec 3 compagnies, il s’empare de la ville de Rüsselsheim, et ramène 40 bateaux qui servirent à faire passer le fleuve à la droite de l’armée commandée par le général Marceau. Il occupe de nouveau les fonctions de général de brigade, aux armées du Danube, d’Helvétie, d’Allemagne et de Mayence, et commande la ville de Gênes durant le siège de cette ville. Le 8 février 1801, il prend la tête de la 2e demi-brigade d’infanterie, et il est employé de l’an XI à début de l’an XIII, au service de la marine à Toulon.
Il est promu général de brigade le 1er février 1805, à la 9e division militaire, et le 11 septembre 1805, il passe à l’armée d’Italie, puis à l’armée de Naples le 14 mars 1806. Le 1er avril 1810, il commande la division de Bologne, et le 1er juin suivant il est employé dans la 30e division militaire à Rome. Le 30 novembre 1811, il est affecté dans la 29e division militaire à Florence, et il est créé baron de l’Empire le 5 décembre 1811.
Durant les Cent-Jours, il refuse le commandement qu’on lui offre, et il reprend du service le 18 août 1816, comme adjoint à l’inspection général de l’infanterie dans la 7e division militaire. Le 27 avril 1817, il concourt à la formation des légions départementales de l’Ardèche, de la Drôme, et à celle de Hohenlohe. Il est compris comme disponible dans le cadre de l’état-major général le 30 décembre 1818. Le 4 août 1819, il part pour la Toscane, et revient en France en 1824.
Il meurt le 5 avril 1825 à Paris.

## Décorations
- Baron de l'Empire par décret du 30 juin 1811 et lettres patentes du 5 décembre 1811, confirmé baron par lettres patentes du 28 décembre 1816 sous le nom Pouchin de la Roche[1];
- Chevalier de la Légion d’honneur le 11 décembre 1803[3];
- Officier de la Légion d’honneur le 14 juin 1804[3];
- Elevé au grade de Commandeur de la Légion d’honneur le 23 août 1814 par Louis XVIII[3].
- chevalier de Saint-Louis le 5 octobre 1814[3].

## Armoiries
| Figure | Nom et blasonnement |
| ------ | --- |
|        | Écartelé au premier d'azur à trois pommes d'or ; au deuxième de gueules à l'épée haute en pal d'argent ; au troisième de sinople au lion d'or ; au quatrième d'argent à trois trèfles de sinople un et deux.. |

## Sources
- Vicomte Albert Révérend, Titres, anoblissements et pairies de la Restauration, 1814-1830, Paris, H. Champion, 1905 (lire en ligne), p. 416-417
- (en) « Generals Who Served in the French Army during the Period 1789 - 1814: Eberle to Exelmans »
- « Cote LH/2208/46 », base Léonore, ministère français de la Culture
- A. Lievyns, Jean Maurice Verdot, Pierre Bégat, Fastes de la Légion-d'honneur, biographie de tous les décorés accompagnée de l'histoire législative et réglementaire de l'ordre, Bureau de l’administration, janvier 1844, 529 p. (lire en ligne), p. 430.